# Elacatinus gemmatus
Elacatinus gemmatus es una especie de peces de la familia de los Gobiidae en el orden de los Perciformes.

## Morfología
Los machos pueden llegar a alcanzar los 2,5 cm de longitud total.

## Distribución geográfica
Se encuentra desde las Bahamas e Islas Caimán hasta algunas islas de Venezuela, incluyendo las Pequeñas Antillas. También está presente en el oeste del Mar Caribe y el Golfo de Honduras.

## Observaciones
Es inofensivo para los humanos.